# هیوسین فیلیپوف
هیوسین فیلیپوف (بلغاری: Хюсеин Филипов؛ زادهٔ ۲۸ مهٔ ۱۹۹۲) بازیکن فوتبال اهل بلغارستان است.